# Aeroporto Sócrates Mariani Bittencourt
O Aeroporto Sócrates Mariani Bittencourt (IATA: BMS, ICAO: SSXH) serve à cidade de Brumado e região, no estado da Bahia. O aeroporto está localizado na BR-030, com uma pista de pouso de 1740 metros e sinalizada com balizamento noturno. Não possui voos comerciais, apenas particulares. Pertencia à Magnesita S.A., mas após fusão com a RHI Magnesita, o aeroporto passou a ser administrado pela RHI. Em 3 de janeiro de 2023, a RHI Magnesita vendeu o mesmo para uma empresa cujo nome não foi divulgado. Porém, após a venda, o então prefeito da cidade, Eduardo Vasconcelos, publicou o decreto municipal nº 5.867, tornando o aeroporto um equipamento de utilidade pública, sugerindo a desapropriação e indenização ao novo dono.